# Форхајм
Форхајм (њем. Forheim) општина је у њемачкој савезној држави Баварска. Једно је од 43 општинска средишта округа Донау-Рис. Према процјени из 2010. у општини је живјело 590 становника. Посједује регионалну шифру (AGS) 9779146.

## Географски и демографски подаци
Форхајм се налази у савезној држави Баварска у округу Донау-Рис. Општина се налази на надморској висини од 574 метра. Површина општине износи 23,2 km². У самом мјесту је, према процјени из 2010. године, живјело 590 становника. Просјечна густина становништва износи 25 становника/km².